# John Stevens
John Stevens (n. 1947 – d. 21 iulie 2025) a fost un profesor de studii Budiste și Aikido.
Stevens a predat filosofie orientală la Universitatea Tohoku Fukushi în Japonia.
Gradul său în Aikido a fost 7dan Aikikai.